# 巴贝尔斯贝格03体育俱乐部
巴伯尔斯贝格03体育俱乐部是德国波茨坦巴伯尔斯贝格的一家足球俱乐部，始建于1903年，目前在德国足球东北地区联赛征战。